# Сирача (соус)

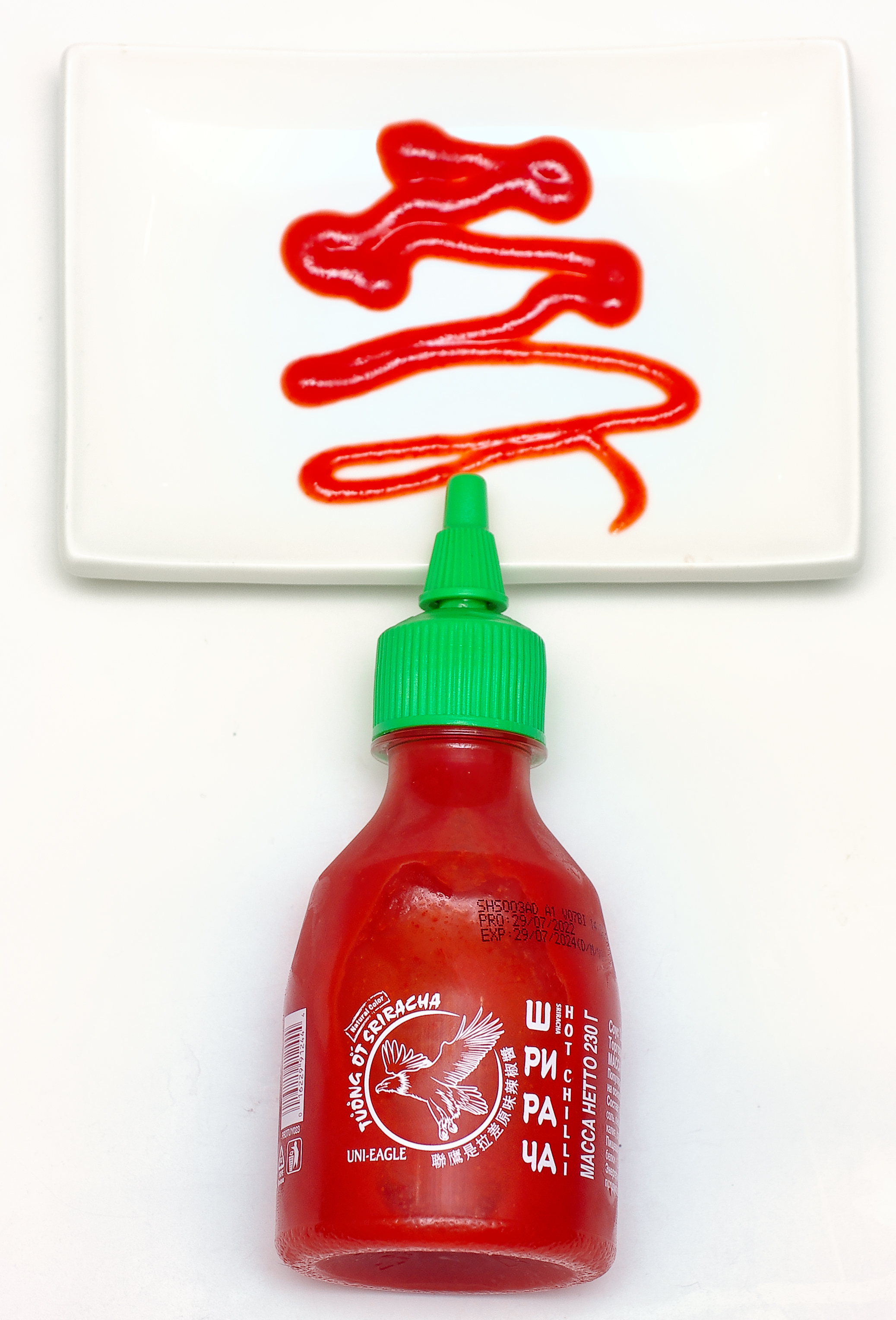
Соус Сирача

Сирача, или шрирача (тайск. ศรีราชา МФА: [sǐː.rāː.tɕʰāː]о файле; вьет. Tương ớt Sriracha, англ. Sriracha [sɪˈrɑːtʃə]) — разновидность соуса чили. В состав соуса сирача входят перец чили, уксус, чеснок, сахар и соль. Считается, что впервые соус сирача был приготовлен в тайском городе Сирача, давшем ему название. Как правило, соус сирача добавляют к блюдам из морепродуктов.

## Название
Соус берёт название от имени тайского прибрежного города Сирача, расположенного в провинции Чонбури в юго-восточной части Таиланда. В русском языке получили распространение названия шрирача и срирача, которые являются транскрибированным переводом английского sriracha, однако первая r не читается ни в английском ([sɪˈrɑːtʃə]), ни в тайском языке ([sǐːrāːt͡ɕʰāː]).

## Использование
В Таиланде соус сирача, как правило, не добавляют непосредственно в блюдо. Отдельная посуда, в которую наливают соус, подается вместе с блюдом. Во Вьетнаме соус сирача едят с жареной лапшой, с роллами, добавляют в другие соусы. Кроме того, соус сирача добавляют в супы, в различные яичные блюда и в бургеры. Также в Таиланде в магазинах и на рынках можно встретить джемы, леденцы, коктейли с соусом сирача. Популярным товаром в Таиланде считаются картофельные чипсы со вкусом соуса сирача.

## В Таиланде
В Таиланде соус чаще всего называют «сот сирача» (тайск. ซอส ศรีราชา), и только иногда «нам пхрик сирача» (тайск. น้ำพริก ศรีราชา). Традиционный тайский соус сирача, как правило, имеет более острый вкус, чем другие варианты соусов, в первую очередь из Вьетнама. Кроме того, от других тайских соусов соус сирача отличается по консистенции: он более густой.
В интервью журналу Bon Appétit американский распространитель азиатских продуктов Eastland Food Corporation утверждал, что тайский бренд острого соуса сирача, который имеется в продаже в магазинах Eastland, на самом деле готовится по оригинальному тайскому рецепту. Рецепт соуса сирача был создан в городе Сирача в Таиланде в 1930-е годы. Этот рецепт принадлежит домохозяйке по имени Таном Чаккапак.

## В США

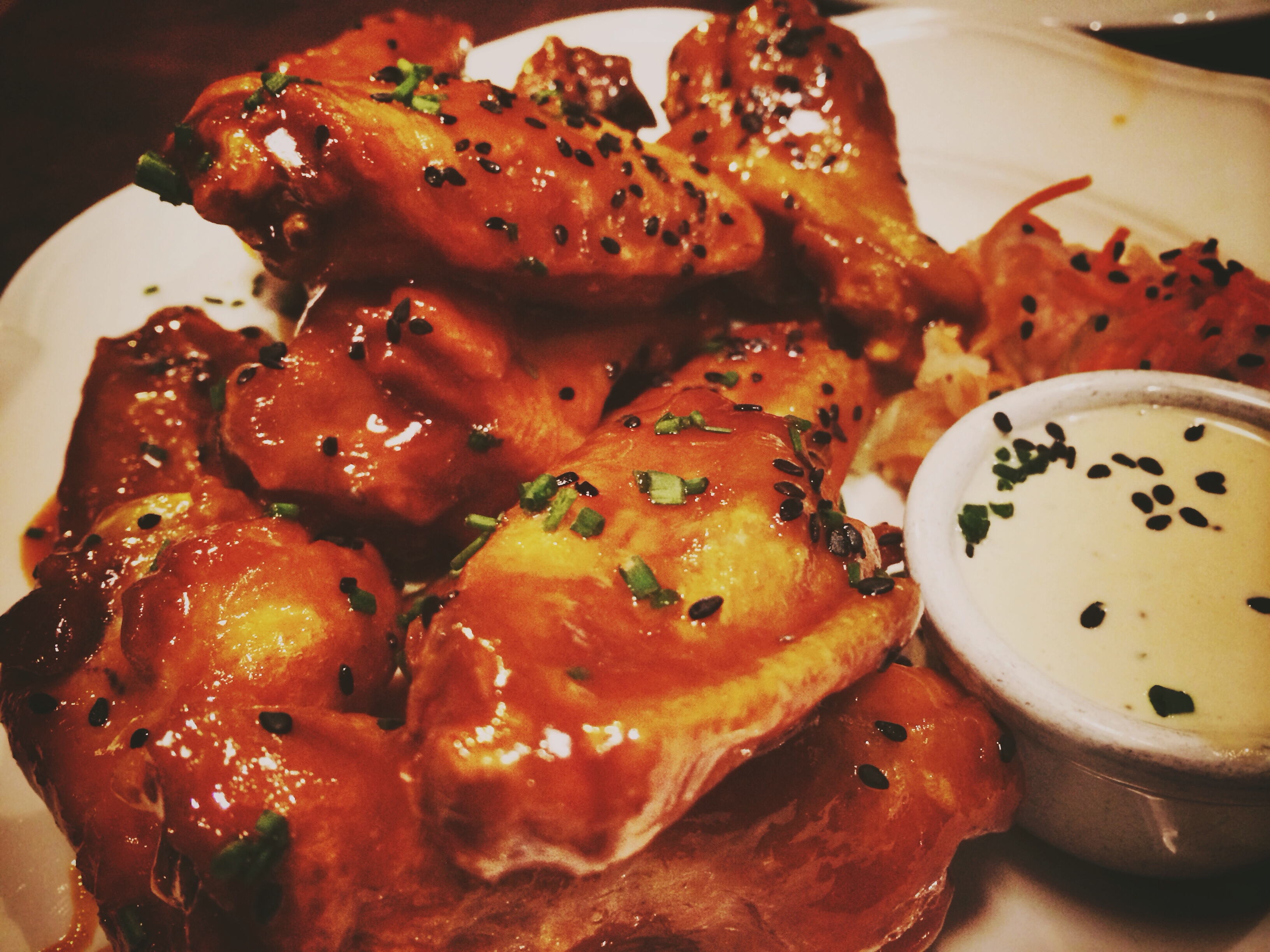
Куриные крылышки в соусе сирача

В Соединённых Штатах соус сирача ассоциируется с соусом, который производят Huy Fong Foods. Часто этот соус называют «петушиным» соусом, поскольку на упаковке соуса изображен петух. В США существуют и другие аналоги соуса сирача.
Различные рестораны в США, включая Wendy’s, Applebee’s, P.F. Chang’s, Pizza Hut, Domino’s Pizza, Jack in the Box, McDonald’s, Subway, Taco Bell, White Castle, Gordon Biersch, Chick-fil-a, Firehouse Subs, Starbucks и Burger King добавляют соус сирача в блюда, часто смешивая его с майонезом или другими соусами.

## В культуре
В декабре 2013 года американский кинорежиссёр Гриффин Хэммонд выпустил документальный фильм о происхождении и производстве соуса сирача.